# Bat Motor Manufacturing Co.
Bat Motor Manufacturing Co. Ltd fou un fabricant britànic de motocicletes que va tenir activitat entre 1902 i 1926. Entre les significatives innovacions desenvolupades per la companyia hi havia un dels primers sistemes de suspensió de motocicleta, consistent a una forquilla frontal d'enllaç anterior i una subestructura suspesa amb molles del bastidor principal.

## Història

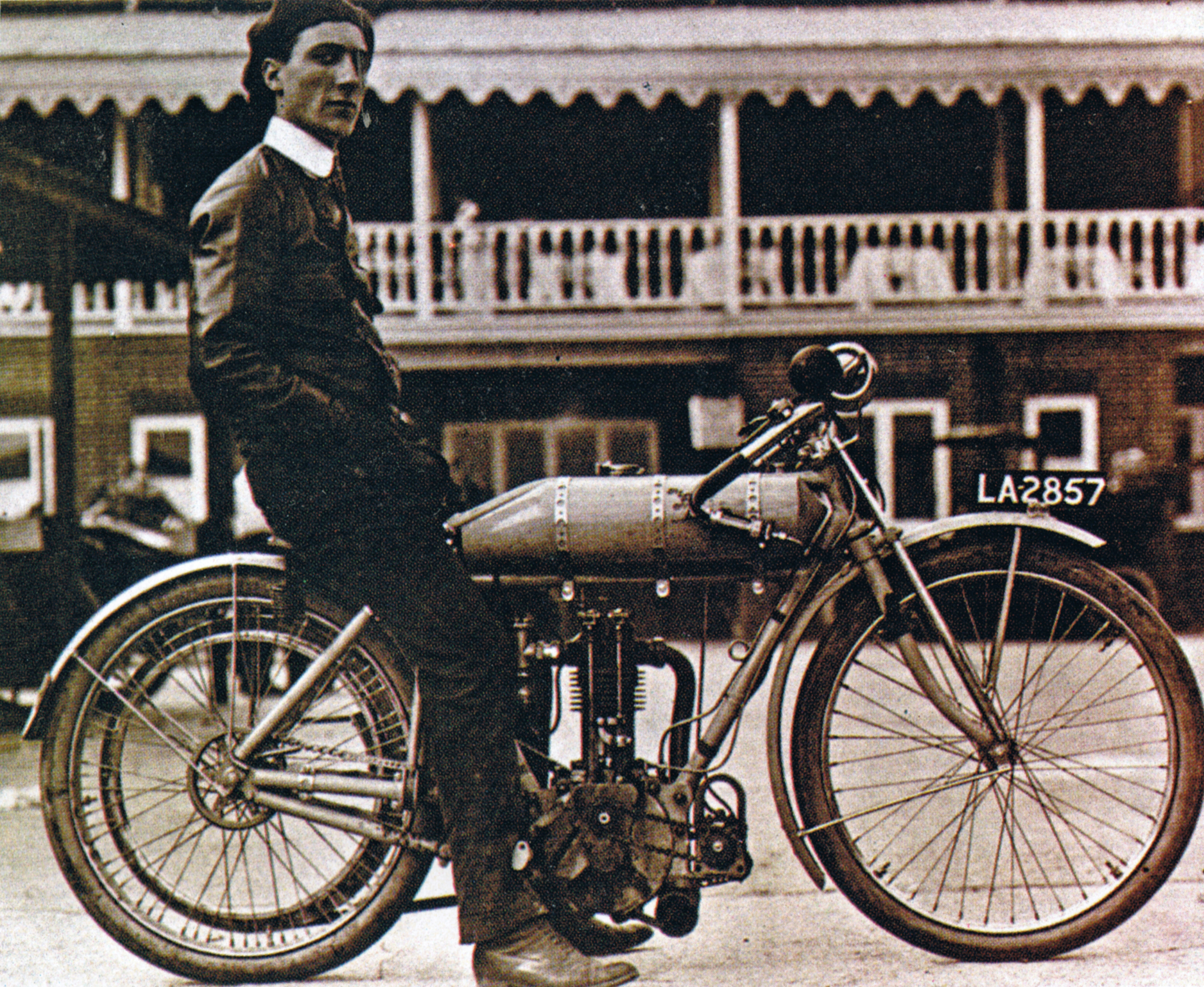
Motocicleta BAT bicilíndrica en una imatge del 1910

Fundada el 1902, Bat Motor Manufacturing Co. Ltd rebia el nom del fundador, Samuel Robert Batson. Amb seu a Penge, Kent, la primera motocicleta Bat emprava un petit motor Dion de 2,5 CV, però les pobres vendes van fer que Batson li vengués la companyia a Theodore Tessier el 1904. L'empresa adoptà l'eslògan 'Best After Tests' ("les millors un cop provades"), motiu pel qual se n'escriu sovint el nom en majúscules, BAT. La firma va produir el primer bastidor amb suspensió el 1906 i el 1908 va desenvolupar un dels primers conjunts de sidecar, amb dues rodes motrius i un sidecar extraïble. El 1907 es van inscriure dues Bat al TT de l'Illa de Man.
Tessier era innovador i li agradava desenvolupar tecnologia per al motociclisme. Entre altres significatives innovacions, va crear un dels primers mecanismes d'embragatge pràctics i també va patentar un dels primers sistemes de suspensió completa de motocicleta, amb una forquilla frontal d'enllaç anterior (leading link front fork) i una subestructura suspesa amb molles del bastidor principal. Per tal de donar a conèixer les seves motocicletes, Tessier va començar a competir seriosament i va aconseguir més de 200 victòries, establint nombrosos rècords de velocitat. El 1912, Bat va desenvolupar també motocicletes bicilíndriques i va aconseguir el setè lloc al Senior TT de l'illa de Man de 1913.
La producció va cessar amb l'esclat de la Primera Guerra Mundial i es va reiniciar el 1919. Bat va adquirir la marca de motocicletes Martinsyde el 1923, però serioses dificultats econòmiques van provocar el tancament de l'empresa Bat-Martinsyde el 1926.

## Automòbils
Bat va produir també diversos automòbils de tres rodes, amb un seient de vímet sobre l'eix anterior i motors monocilíndrics que solien ser de 3 o 6 CV. El 1904, l'empresa va produir diversos cotxes amb motor Fafnir de 2 cilindres de 6 CV i seient per al conductor en comptes del selló habitual, amb un cos de fusta semi-tancat per al passatger. El 1909, Bat va introduir el Carcycle, el qual era similar a una moto amb sidecar, però amb quatre rodes i manillar.